# 졸리보르즈
졸리보르즈(폴란드어: Żoliborz)는 폴란드 바르샤바 북쪽에 위치한 구다.